# Вайт-Лейк (Південна Дакота)
Вайт-Лейк (англ. White Lake) — місто (англ. city) в США, в окрузі Орора штату Південна Дакота. Населення — 394 особи (2020).

## Географія
Вайт-Лейк розташований за координатами 43°43′41″ пн. ш. 98°42′42″ зх. д. / 43.72806° пн. ш. 98.71167° зх. д. (43.728081, -98.711545).  За даними Бюро перепису населення США в 2010 році місто мало площу 1,12 км², уся площа — суходіл.

## Демографія
Згідно з переписом 2010 року, у місті мешкали 372 особи в 161 домогосподарстві у складі 88 родин. Густота населення становила 332 особи/км².  Було 192 помешкання (171/км²).
Расовий склад населення:
| - 94,9 % — білих - 2,7 % — азіатів - 1,1 % — чорних або афроамериканців - 0,3 % — корінних американців |

До двох чи більше рас належало 1,1 %. Частка іспаномовних становила 1,6 % від усіх жителів.
За віковим діапазоном населення розподілялося таким чином: 21,5 % — особи молодші 18 років, 48,7 % — особи у віці 18—64 років, 29,8 % — особи у віці 65 років та старші. Медіана віку мешканця становила 50,5 року. На 100 осіб жіночої статі у місті припадало 88,8 чоловіків;  на 100 жінок у віці від 18 років та старших — 78,0 чоловіків також старших 18 років.
Середній дохід на одне домашнє господарство  становив 48 894 долари США (медіана — 38 750), а середній дохід на одну сім'ю — 64 200 доларів (медіана — 60 893). За межею бідності перебувало 12,6 % осіб, у тому числі 8,6 % дітей у віці до 18 років та 15,4 % осіб у віці 65 років та старших.
Цивільне працевлаштоване населення становило 220 осіб. Основні галузі зайнятості: освіта, охорона здоров'я та соціальна допомога — 37,3 %, мистецтво, розваги та відпочинок — 8,2 %, будівництво — 8,2 %.